# Podkrzyż
Podkrzyż (lit. Pakryžė) – wieś na Litwie, w okręgu wileńskim, w rejonie wileńskim, w gminie Sużany.
Współcześnie w skład miejscowości wchodzi także dawna osada Wygódka.

## Historia
Pod zaborami i w II Rzeczypospolitej wieś i majątek ziemski (folwark). W XIX i w początkach XX w. położony był w Rosji, w guberni wileńskiej, w powiecie wileńskim, w gminie Niemenczyn. Był wówczas siedzibą okręgu wiejskiego. W 1887 miejscowość liczyła:
- majątek (folwark) – 27 mieszkańców, zamieszkałych w 1 budynku,
- wieś – 95 mieszkańców, zamieszkałych w 9 budynkach[3]. Wszyscy mieszkańcy majątku i wsi byli wyznania katolickiego[3].

Po I wojnie światowej pod administracją polską, w Zarządzie Cywilnym Ziem Wschodnich. W latach 1920–1922 w składzie Litwy Środkowej.
Od 11 kwietnia 1922 leżał w Polsce, w województwie wileńskim, w powiecie wileńsko-trockim, w gminie Niemenczyn. W 1931 miejscowość liczyła:
- majątek – 29 mieszkańców, zamieszkałych w 3 budynkach,
- wieś – 118 mieszkańców, zamieszkałych w 18 budynkach[5].

Po II wojnie światowej w granicach Związku Sowieckiego. Od 1991 na niepodległej Litwie.